# 長體蛇鯔
長體蛇鯔，为輻鰭魚綱仙女魚目合齒鱼科狗母鱼属的一種，俗名花沙咀。

## 分布
本於分布于西北太平洋區，包括日本、臺灣及中國南海等海域。

## 深度
水深20至100公尺。

## 特徵
本魚體延長呈圓柱形，口大具利齒。魚體淡黃褐色，具一條黃色縱帶，側線上具9個模糊的斑塊，各鰭膜均具淡橙色斑紋，有脂鰭，尾鰭叉形，體長可達50公分。

## 生態
本魚棲息在沿岸的淺海沙泥海床，游泳能力不強，常停棲在沙地上或半埋於沙中，伺機獵捕獵物，屬肉食性，以小魚及小型底棲無脊椎動物為食。

## 經濟利用
可食用，一般做成魚鬆。